# Carlos Espinosa Domínguez
Carlos Espinosa Domínguez (* 24. August 1950 in Guisa, Provinz Granma, Kuba; † aufgefunden am 5. Juli 2024 in Aranjuez, Spanien) war ein kubanisch-spanischer Schriftsteller, Literaturkritiker und Forscher.

## Werdegang
Er studierte Theaterwissenschaft und Dramaturgie am Instituto Superior de Arte in Havanna und arbeitete in der Theatergruppe Teatro Estudio und in der Abteilung für lateinamerikanisches Theater in der Casa de las Américas. 1986 verließ er Kuba, um in Spanien zu leben, dessen Staatsbürgerschaft er 1990 erhielt. Dort arbeitete er für das Dokumentationszentrum für Theater des Kulturministeriums und für das Kulturprogramm El Mirador des spanischen Fernsehens. 1998 zog Espinosa in die USA, wo er an der Florida International University (FIU) in Spanischer Literatur promovierte. Anschließend arbeitete er als Professor an der Mississippi State University.
Carlos Espinosa Domínguez, der sich insbesondere durch seine zahlreichen Studien und Veröffentlichungen über Theater einen Namen machte, hat im Laufe seiner Karriere verschiedene Anthologien zu den Themen Poesie, Theater, Geschichten und anderen erstellt. Dadurch etablierte er sich als eine Schlüsselfigur in der Literaturkritik und -forschung.